# Julia Dujmovits
Julia Dujmovits, född 12 juni 1987 i Güssing i Burgenland, är en österrikisk snowboardåkare.
Hon vann en guldmedalj i parallellslalom vid olympiska vinterspelen 2014 i Sotji. Hon har också vunnit två VM-silver (2013 och 2015).